# Magnentius
Flavius Magnus Magnentius, var en romersk kejsare, död 353.
Magnentius var av romersk härkomst, tjänstgjorde i den romerska hären och lät 350 utropa sig till kejsare och erkändes i västra riket som augustus sedan Constans ljutit döden. Magnentius utnämnde Decentius till cæsar, råkade i strid med Constantius II och besegrades av honom i det blodiga slaget vid Mursa 351 och begick  självmord 353.